# China Youngman Automobile Group

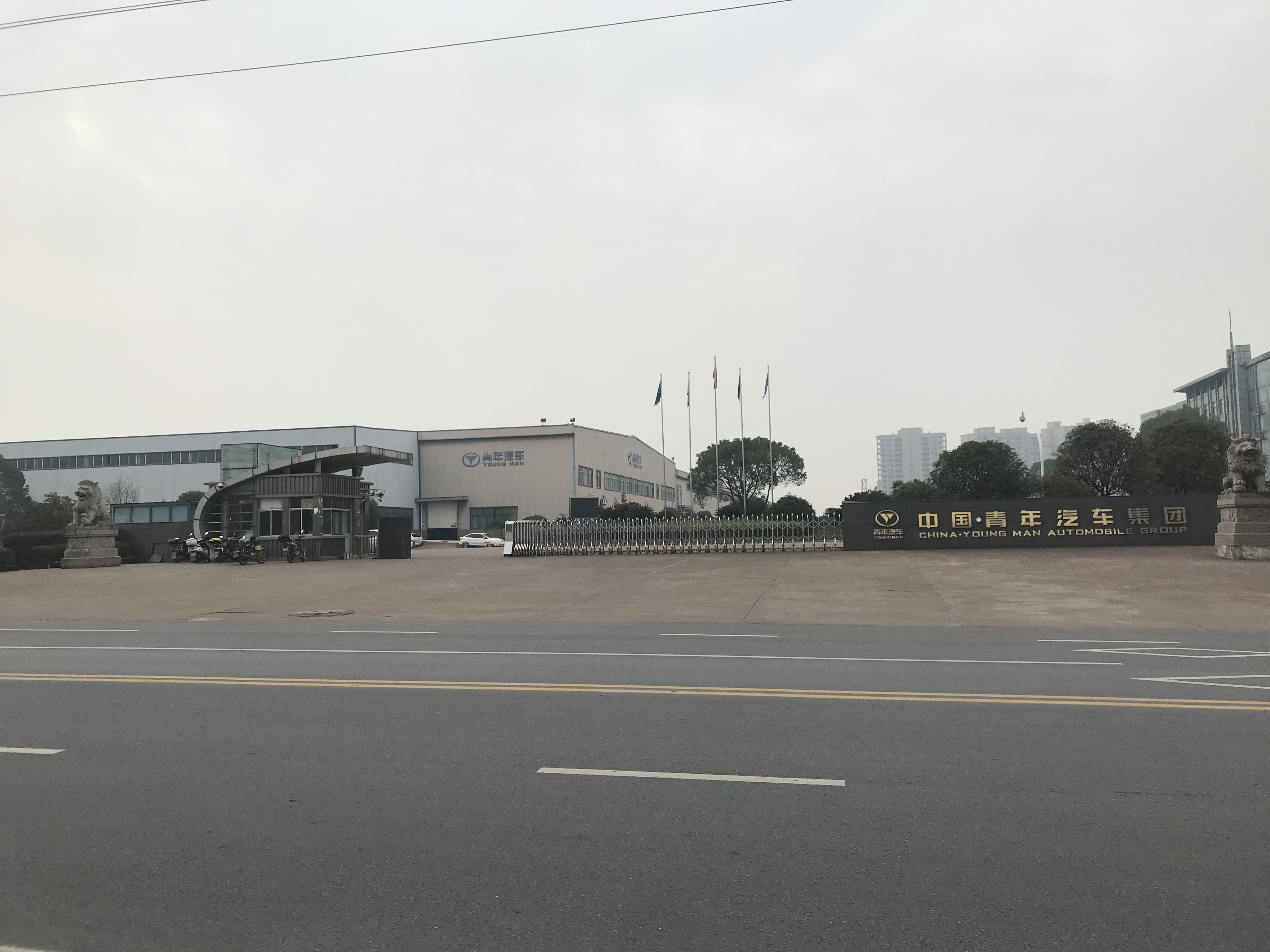
Teil des Werks

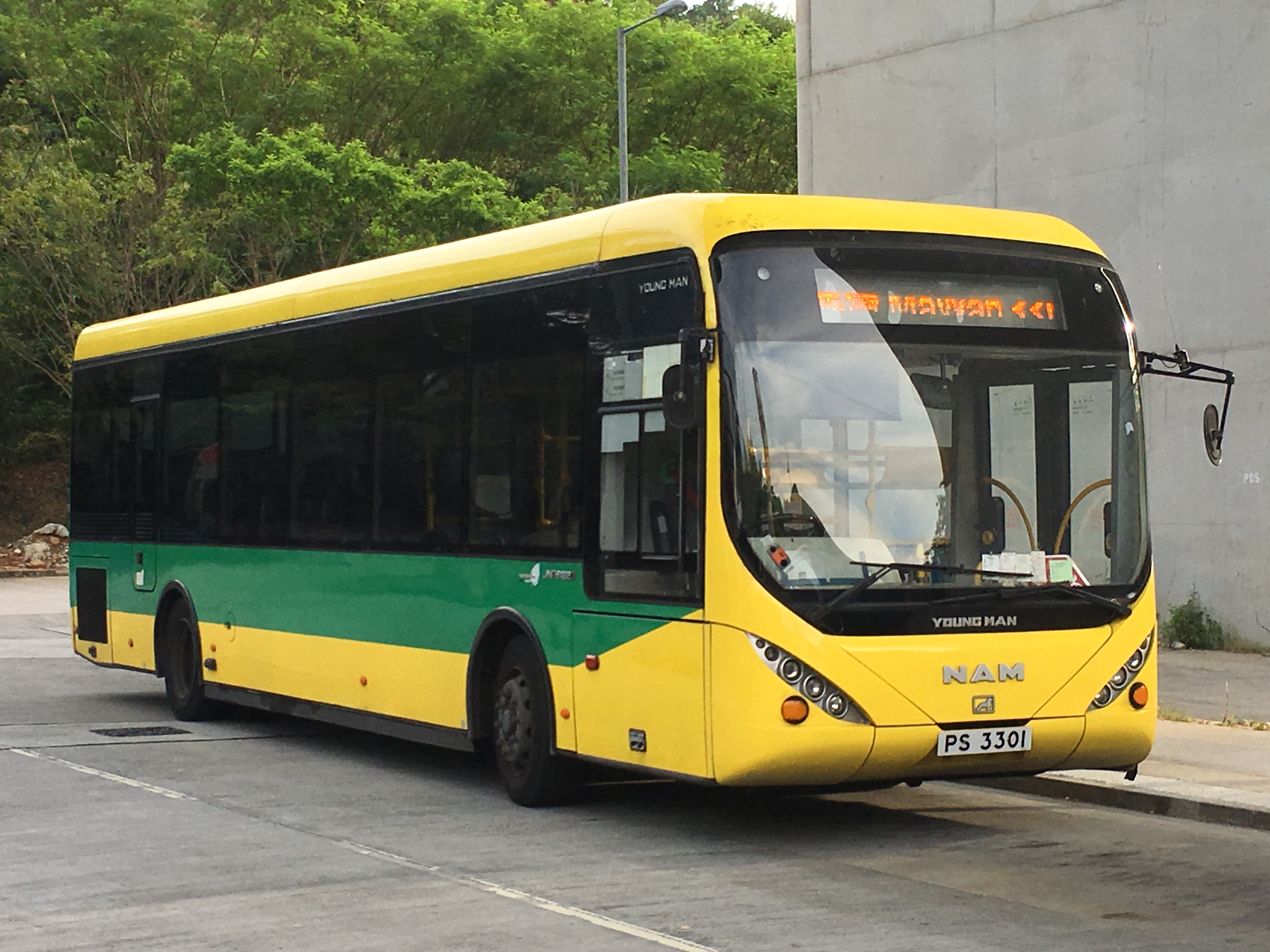
Bus des Unternehmens

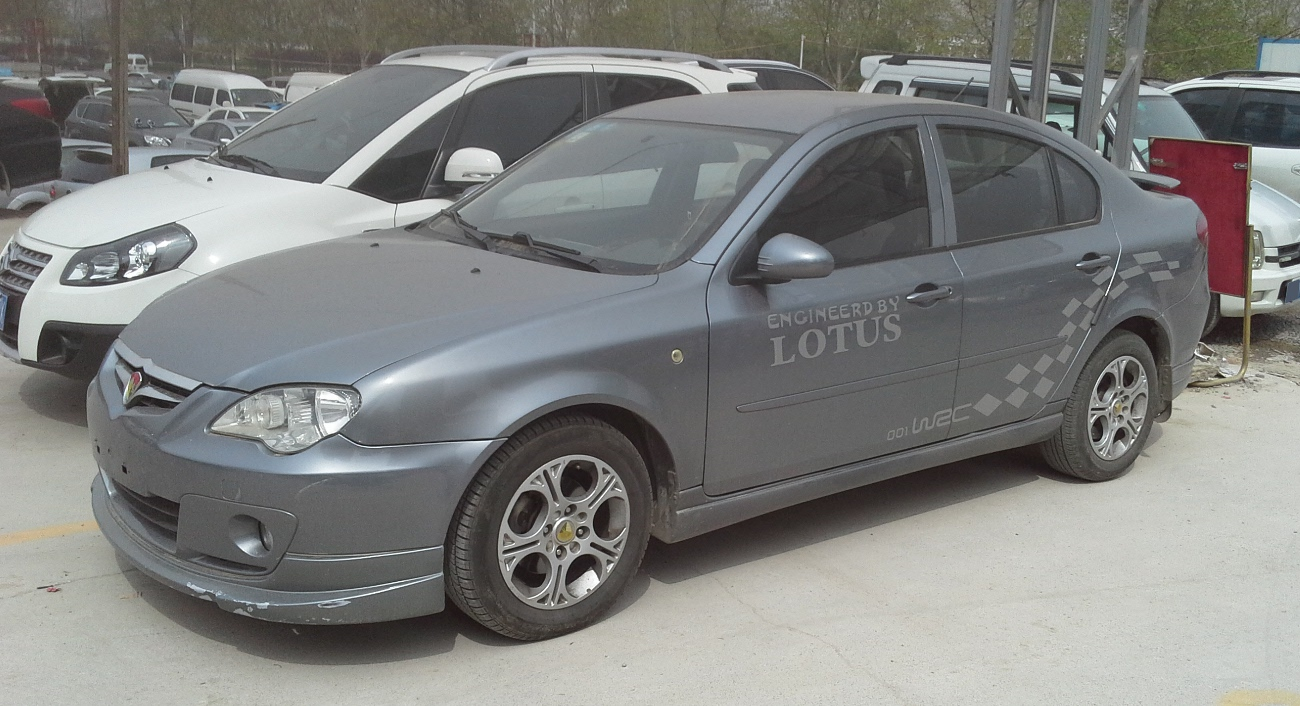
Youngman Lotus L3

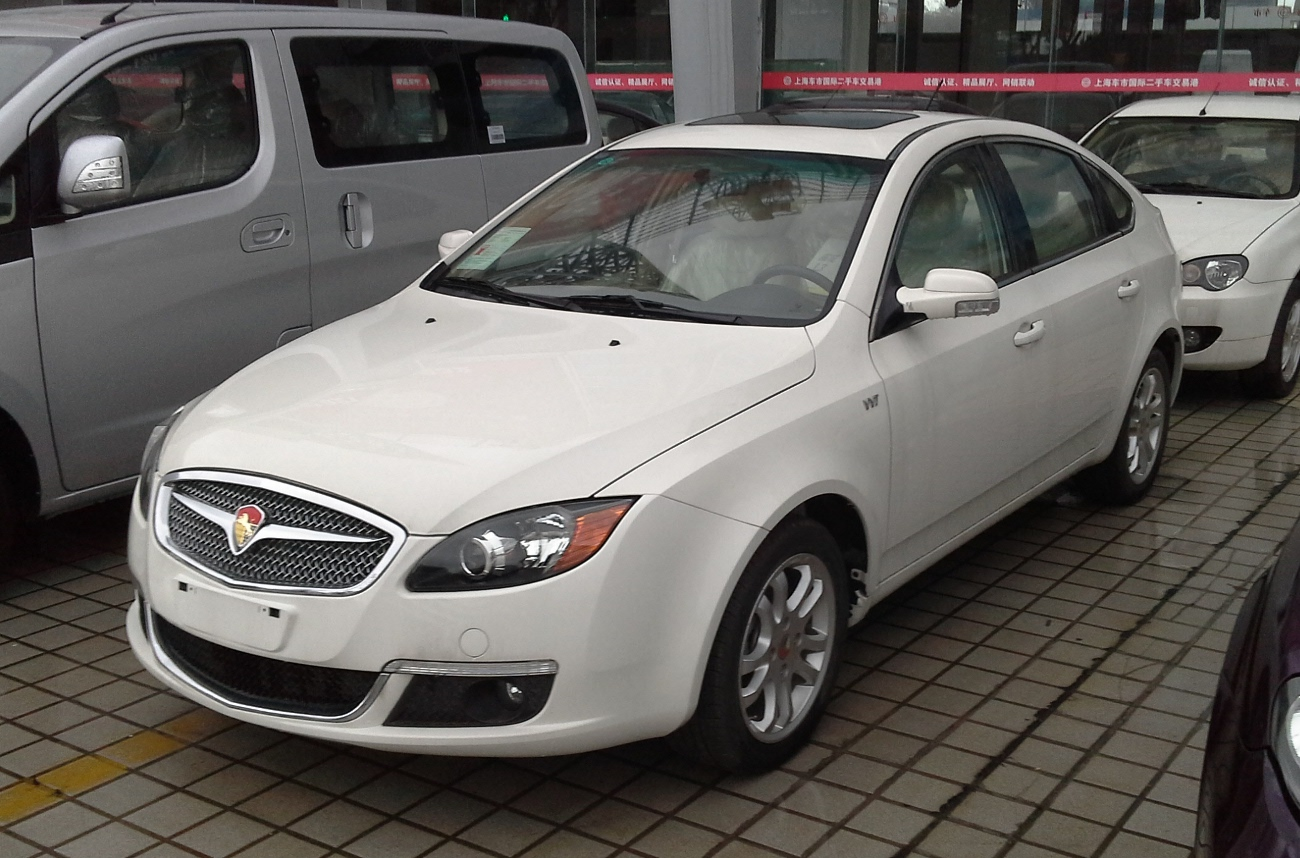
Youngman Lotus L5

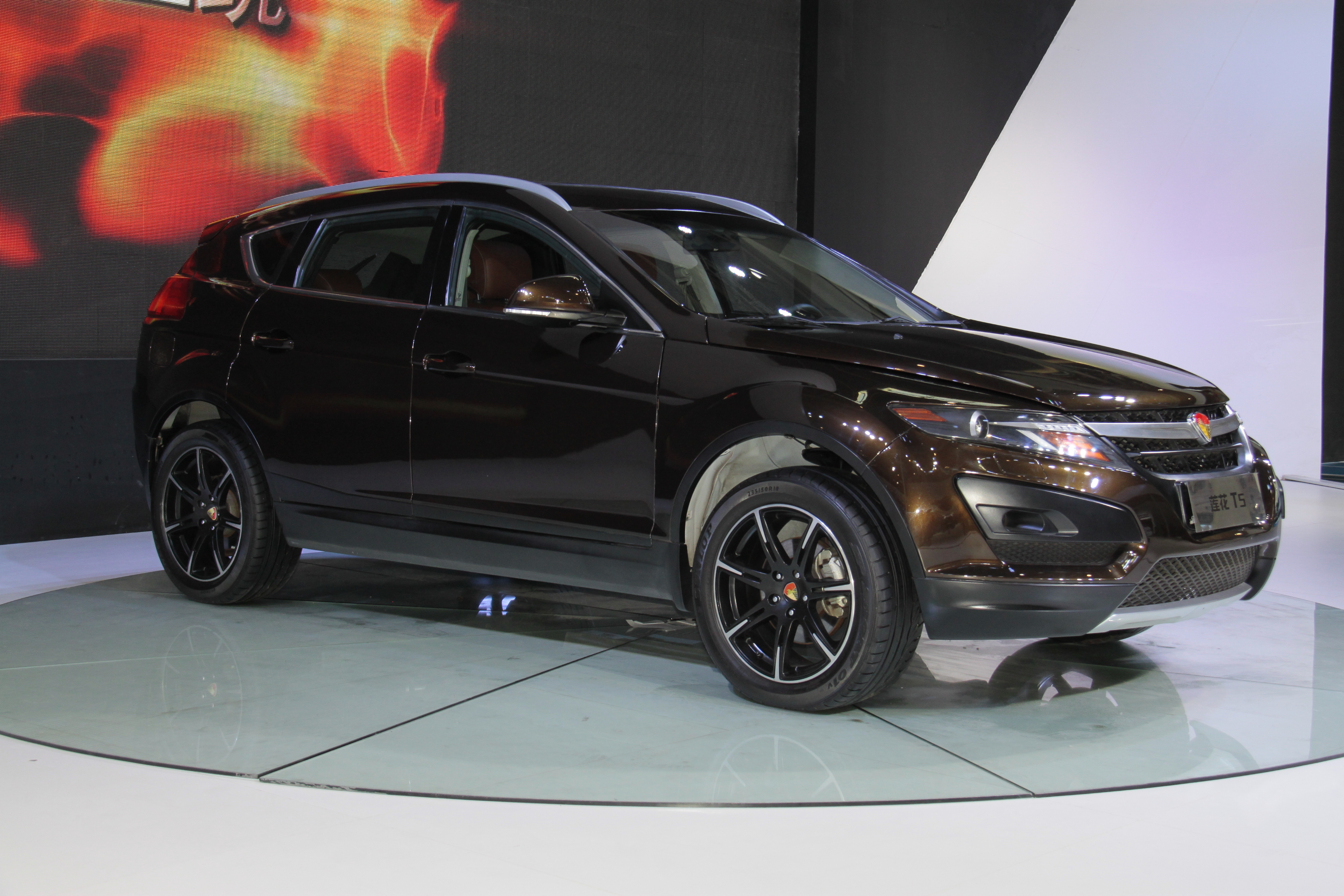
Youngman Lotus T5

China Youngman Automobile Group war ein Hersteller von Kraftfahrzeugen aus der Volksrepublik China.

## Unternehmensgeschichte
Das Unternehmen wurde am 9. Januar 2001 gegründet. Der Sitz war in Jinhua. 2002 begann die Produktion von Omnibussen. Lizenzgeber war Neoplan.
Im November 2003 wurde ein Vertrag mit MAN abgeschlossen. Ab August 2004 wurden MAN-Lastkraftwagen gefertigt.
2004 wurde Guizhou Yunque übernommen und in Guizhou Youngman Yunque Automobile Company umbenannt. Mit diesem Kauf erwarb sich das Unternehmen die staatliche Erlaubnis zur Produktion von Personenkraftwagen.
2006 kam es zu einem Abkommen mit Iran Khodro. Geplant war, ein Modell von Iran Khodro in China zu montieren. Im Februar 2008 wurde das Abkommen aufgelöst, ohne dass ein einziges Fahrzeug gefertigt wurde.
Mit Proton gab es einen Vertrag für Proton-Fahrzeuge. Vorgesehen war, dass Proton innerhalb von 20 Monaten 30.000 Komplettfahrzeuge liefert, die in China das neue Markenzeichen Europestar erhalten sollten und durch Youngman Automobiles Sales vertrieben werden sollten. Markteinführung war am 9. Januar 2008. Im November 2008 wurde berichtet, dass ein zweites Proton-Modell ebenfalls mit Europestar-Emblemen als Europestar vermarktet wird. Ob aus diesem Projekt tatsächlich etwas wurde, ist unklar. Es sind keine Zulassungszahlen für Europestar bekannt.
Ab 2010 wurden mit Hilfe von Lotus Cars Pkw hergestellt und als Youngman Lotus vertrieben. Eine Quelle von Januar 2011 gibt an, dass sich vor einigen Monaten der Markenname geändert habe. 2015 enden die Pkw-Zulassungen dieser Marke. Im Februar 2015 wurde berichtet, dass Proton einen neuen Partner in China fand.
Im Mai 2019 wurde noch über das Unternehmen berichtet, als es ankündigte, einen Motor entwickelt zu haben, der mit Wasser betrieben würde. Danach verliert sich die Spur des Unternehmens.

## Pkw
Der Europestar RCR entsprach dem Proton GEN•2 und der Europestar Jingyue (auch Europestar Persona) dem Proton Persona.
Den Youngman Lotus L3 gab es von 2010 bis 2015 mit Stufenheck und Schrägheck und außerdem von 2013 bis 2015 als GT.
Der Youngman Lotus L5 stand von 2011 bis 2015 ebenfalls mit Stufenheck und Schrägheck im Sortiment.
Außerdem gibt es Hinweise auf das Sport Utility Vehicle Youngman Lotus T5.

## Zulassungszahlen in China
Nachstehend die Zulassungszahlen der Marke Youngman Lotus in China.
| Jahr | Pkw-Produktionszahl |
| ---- | ------------------- |
| 2010 | 26.404              |
| 2011 | 35.335              |
| 2012 | 49.360              |
| 2013 | 79.488              |
| 2014 | 63.031              |
| 2015 | 11.581              |